# Knooppunt Horní Počernice
Knooppunt Horní Počernice (Tsjechisch: Dálniční křižovatka Horní Počernice) is een knooppunt in Praag in Tsjechië.
Op dit knooppunt bij de buurt Horní Počernice kruist de autosnelwegring van Praag de D11 Praag/Hradec Králové.

## Geografie
Het knooppunt ligt in de stad Praag.
Naburige buurten zijn Horní Počernice en Černý Most.

## Richtingen knooppunt
| Aansluitende wegen | Aansluitende wegen         | Aansluitende wegen | Aansluitende wegen | Aansluitende wegen |
| ------------------ | -------------------------- | ------------------ | ------------------ | ------------------ |
|                    |                            | 0 richting D10     |                    |                    |
|                    |                            |                    |                    |                    |
|                    | 11 richting Hradec Králové |                    |                    |                    |
|                    |                            |                    |                    |                    |
|                    |                            | 0                  |                    |                    |